# Заваривање
Заваривање је процес спајања два или више метална дела истог или приближно истог хемијског састава. Спајањем се добија нераздвојива веза. Заваривање се изводи под дејством топлоте, уз додавање или понекад без додавања додатног материјала и уз примену притиска или без њега. При заваривању врши се локално загревање ивице металних делова које треба спојити (заварити). Загревање се врши до температуре при којој метал прелази из чврстог у тестасто или течно стање, што зависи од врсте и начина заваривања. Постоје две врсте заваривања: заваривање топљењем и заваривање притиском.
Различити извори енергије се могу користити за заваривање, као што је млаз врућих плинова (плински пламен или млаз плазме), електрични лук, ток наелектрисаних честица (млаз електрона или јона у вакууму), токови зрачења (ласер), електрична струја (електроотпорно заваривање), трење, ултразвук и слично. Заваривање се може обављати у радионици, на отвореном простору, у води или у свемиру.
Све до краја 19. века, једино је било познато ковачко заваривање, са којим су ковачи вековима спајали гвожђе и челик грејањем и ударањем чекића. Електролучно заваривање и гасно заваривање кисеоником су били међу првим поступцима који су се развили у 20. веку. Након тога су се развили многи процеси, али међу најзаступљенијим је постало ручно електролучно заваривање.

## Историја заваривања
Историја спајања метала је започела пре неколико хиљада година, у бронзано доба и у жељезно доба, на просторима данашње Европе и Блиског истока. Развило се као саставни део вештина ковача, златара и ливача при изради оруђа за рад, оружја, посуда, накита и грађевина.
У средњем веку се развило ковачко заваривање, где су се два дела која су се спајала, на ковачкој ватри, довела до белог усијања и ако је било потребно, посипали би се одређеним прахом или песком за „чишћење”. Чекићањем споја истискивали би се с додирних површина растопљени оксиди или троска, те се сучељавају чисте металне површине, када почињу деловати међуатомске силе два дела и долази до чврстог споја. Најбољи мачеви од челика у средњем веку били су рађени из нискоугљеничног челика (до 0,4% угљеника), а на њихове рубове су ковачки завариване (ударцима чекића у топлом стању) траке од високоугљеничног челика (од 1,0 до 2,1% C), које су уз одређену топлотну обраду давале тврде и оштре бридове. Мачеви, врхови стрела и копља, ножеви и друго, код којих су примењивали ковачко заваривање, били су познати у Грчкој, Франачкој држави, Кини, Јапану, Индонезији, те у Сирији. Позната је била техника спајања трака из различитих врста жељезних материјала ковањем као “дамаскирање” (од Дамаск, Сирија), а у циљу постизања посебних добрих својстава за мачеве и пушке.
Године 1802. руски научник Василиј Петров истражује електрични лук за општу намену и предлаже примену за заваривање. Године 1882. руски научник Николај Бенардос први користи електрични лук између угљене електроде и метала, уз додавање жице у металну купку. Године 1888. руски научник Николај Славјанов је предложио поступак електролучног заваривања металном електродом. Године 1895. почиње се користити алуминотермијско заваривање колосека и за поправку одливака. У исто време први пут се заварује гасним пламеником, који је користио кисеоник и водоник. Касније се развија гасно заваривање кисеоник-ацетиленским plamenom.
Године 1907. шведски научник први патентира и примењује обложену електроду. Обложена електрода се производила урањањем голе жице у раствор минерала, а од 1936. облога се наноси испресивањем или екструдирањем. Од 1925. почиње заваривање у заштитној атмосфери водоника, а касније се прешло на аргон и хелијум. Од 1930. примењује се аутоматско заваривање под прашком у бродоградњи САД.
Пред, а посебно након Другог светског рата, почиње развој и примена заваривања у заштитном гасу - заваривање ТИГ поступком. Заваривање МИГ поступком се почиње примењивати 1948, а од 1953. у Совјетском Савезу се први пут примењује заваривање МАГ поступком с 2 заштитним активним плином. Хладно заваривање под притиском се примењује од 1948.
Након 1950. године се развијају многи нови поступци као што су: заваривање под троском (1951), заваривање трењем (1956), заваривање снопом електрона (1957), заваривање ултразвуком (1960), заваривање ласером (1960), заваривање плазмом (1961) и други.
Прво заваривање и топлотно резање у свемиру изведено је 1969. на совјетском свемирском броду Сојуз 6. Године 1932. у Русији, Константин Хренов је први успешно применио подводно електролучно заваривање.

## Поступци заваривања
Уобичајена основна подела поступака заваривања је на поступке заваривања уз деловање притиска и поступке заваривања топљењем. Заваривање уз деловање притиска је спајање металних делова притиском, без или уз локално ограничено загревање, углавном без кориштења додатног материјала. Заваривање топљење је спајање металних делова у растопљеном стању на месту спајања, с кориштењем или без додатног материјала, без деловања притиска или удараца.

### Поступци заваривања топљењем
Заваривање топљењем је спајање металних делова у растопљеном стању на месту спајања, са кориштењем или без додатног материјала, без деловања притиска или удараца. У ту групу спадају: ливачко заваривање, термитно заваривање (алуминотермијско заваривање), заваривање плинским пламеном или гасно заваривање, заваривање под троском, заваривање електричним луком или електролучно заваривање (ручно електролучно заваривање, заваривање МИГ поступком, заваривање МАГ поступком, заваривање под прашком, заваривање ТИГ поступком, полумеханизовано заваривање с обложеним електродама), магнетно заваривање или заваривање магнетно покретаним електричним луком, заваривање плазматским луком или заваривање плазмом, заваривање електронским снопом, заваривање ласерским снопом, ултразвучно заваривање, заваривање снопом светлосног зрачења и друго.

#### Електролучно заваривање
Електролучно заваривање један је од најчешће употребљаваних начина заваривања у пракси. Извор енергије за заваривање је електрични лук. Део који се заварује обично је пљоснат, док је електрода штапићаста. Ако се електрода не топи (угљенична, волфрамова), може се заваривати без додавања или с додавањем материјала. При заваривању топљивом електродом, она је уједно додатни материјал (обично истородан с основним материјалом који се заварује). Електроде за заваривање могу бити голе (угљени или метални штап, жица или трака), обложене (метално језгра, а облога минерални материјал) или пуњене (минерална језгра и метална облога) или неких других облика. Додатни материјали и електроде за електролучно заваривање (и друге начине заваривања) су стандардизирани за поједине начине заваривања и према врсти основног материјала. Припрема, односно облици додирних површина које се заварују и њихових рубова, је стандардизирана за поједине начине заваривања и према врсти основног материјала.
Електрични лук представља стабилно електрично пражњење, односно усмерено кретање електрона кроз јонизован гас. Гас је јонизован када у њему постоје електрони и јони који усмереним кретањем омогућавају проток струје. Код ручног електролучног заваривања (ознаке: 111, Е или РЕЛ) електрични лук успоставља се кратким спојем, односно додиром електроде о основни материјал (метал). Услед микроскопских неравнина на додирним површинама електроде и основног материјала успоставља се проток струје кроз изузетно малу контактну површину, при чему је густина струје веома велика, те се основни материјал и додатни материјал (електрода) топе готово тренутно, а делимично чак и испаравају. Након неколико тренутака електрода се одваја од основног материјала, а тада дејством јаког електричног поља, створеног напоном празног хода (извор струје је укључен, али струјно коло више није затворено), атоми насталих металних испарења (пара) губе своје електроне које привлачи анода (позитивна електрода), док преостале делове атома, односно новонастале позитивне јоне привлачи катода (негативна електрода). Истовремено долази и до термичке јонизације, када катода почиње великом брзином да емитује електроне ка аноди. Емитовани електрони сударају се са околним атомима и молекулима, услед чега долази до ослобађања нових електрона и настанка нових јона, чије усмерено кретање одржава електрични лук. За то време електрода се одмиче од основног материјала на довољно растојање, погодно за заваривање, чиме је процес успостављања електричног лука у потпуности завршен и успостављено је стабилно стање у колу које сачињавају извор струје, електрода, електрични лук и основни материјал. Температура у електричном луку код РЕЛ поступка достиже око шест хиљада °C, односно око 4200 степени на аноди (на основном материјалу) и око 3600 степени на катоди (додатном материјалу, тј. електроди).

##### Ручно електролучно заваривање
Ручно електролучно заваривање (скраћеница: РЕЛ), тачније изражено ручно електролучно заваривање обложеном електродом (енгл. Manual Metal Arc Welding – MMA) или електролучно заваривање обложеном електродом (енгл. Shielded Metal Arc Welding – SMAW) је поступак који се највише користи. Електрична струја се користи да покрене електрични лук, између основног материјала и потрошних електрода, чија облога ствара заштиту завара од оксидације и загађивања стварањем угљен диоксида (2). Електрода служи и као додатни материјал за стварање завара. Поступак је врло разноврстан и може се обавити с релативно јефтином опремом, тако да се користи у радионицама и на отвореним градилиштима. Заваривач може постати довољно искусан и са скромнијом обуком, а вешт мајстор постаје са искуством. Време заваривања је релативно споро, будући да се електроде морају често замењивати и троска се мора чистити након сваког завара. Тај поступак је углавном ограничен на челичне производе, иако специјалне електроде постоје и за ливено гвожђе, никал, алуминијум, бакар и остале метале.

#### Гасно заваривање
Гасно заваривање, аутогено заваривање или заваривање плинским пламеном спада у групу заваривања топљењем, где се основни материјал топи топотом пламена, који настаје изгарањем горивог плина (ацетилен, пропан, бутан, водоник) с чистим кисеоником или кисеоником из ваздуха. Најтоплији пламен даје изгарање ацетилена с чистим кисеоником (температура је 3 160 °C), уз ослобађање угљен диоксида (2) и водене паре. Плинско заваривање се изводи с додатним материјалом, али понекад и без њега. То је један од најстаријих начина заваривања и најсвестранијих поступака заваривања, али у задње време је све мање заступљен. Углавном се данас користи за заваривање челичних цеви и цеви од сивог лива, а користи се и за поправке. Опрема релативно није скупа, пламен је више распршен од електричног лука, узрокујући спорије хлађење, које води већим заосталим напрезањима и деформацијама. Сличан поступак је плинско резање, уз додатно довођење чистог кисеоника. Кисеоник-ацетилен пламен има врло велику индустријску примену код тврдог лемљења, топлотног резања и локаних топлотних обрада.
Опрема за плинско заваривање састоји се из боце ацетилена, боце кисеоника, редукцијских вентила, цеви за заваривање, пламеника и додатног материјала. Заваривање плинским пламеном користи се за заваривање челика, сивог лива, бакра, алуминијума и њихових легура. Поступак заваривања је једноставан, опрема јефтина, али је брзина заваривања мала, док запаљивост и експлозивност рада повећава опасност при раду.

### Поступци заваривања притиском
Заваривање притиском је спајање металних делова притиском, без или уз локално ограничено загрејавање, углавном без кориштења додатног материјала. У ту групу спадају: ковачко заваривање, електроотпорно заваривање, тачкасто електроотпорно заваривање, брадавичасто електроотпорно заваривање, шавно електроотпорно заваривање, сучељено водоотпорно заваривање, електроотпорно заваривање огоревањем или искрењем, електроиндукцијско заваривање, експлозијско заваривање, дифузијско заваривање, заваривање трењем, хладно заваривање притиском и друго.

#### Ковачко заваривање
Ковачко заваривање је најстарија врста заваривања метала, када се крајеви два дела који се заварују (спајају) загреју у ковачкој ватри до белог усијања и ако је потребно поспу одређеним прахом (песком) за „чишћење”. Чекићањем споја истискују се с додирних површина растопљени оксиди или троска, те се сучељавају чисте металне површине када почињу деловати међуатомске силе два дела и долази до чврстог завареног споја.
Најбољи мачеви од челика у средњем веку били су рађени од нискоугљеничног челика, а на њихове рубове су ковачки завариване (ударцима чекића у топлом стању) оштрице (траке) од високоугљеничног челика (1,0 – 2,1% ), које су уз одређену топлотну обраду давале тврде, чврсте и оштре бридове. Мачеви, врхови стрела и копља, бодежи и друго оружје код којих су примењивали ковачко заваривање били су познати у Грчкој, Франачкој држави, Кини, Јапану, Индонезији, те у Сирији. Позната је техника спајања трака из различитих врста жељезних материјала ковањем као „дамаскирање” (од Дамаска - Сирија), а у циљу постизања посебних добрих својстава за мачеве и пушке. И за данашњи стадијум развоја технике ова технологија израде делова из композитних материјала ковачким заваривањем је интересантна.

### Електроотпорно заваривање
Електроотпорно заваривање (енгл. Electric Resistance Welding – ERW) је начин заваривања електричном енергијом где се увек користи притисак и топлота, која настаје због великог електричног отпора на месту додира завариваних делова. То је тзв. Џулова топлота, за коју вреди:
 где је: J – јачина електричне струје заваривања, R – електрични отпор на месту додира завариваних делова, t – трајање заваривања. Користи се углавном наизменична струја ниског напона, врло велике јачине и кратког трајања.
Само при сучељном електроотпорном заваривању долази до завара у чврстом стању, без растапања, док при свим другим начинима електроотпорног заваривања долази и до топљења метала. Велика је предност овог поступка да је чист, брз и без додатног материјала. Користи се нарочито у индустрији возила (аутомобили, бицикли, мотоцикли, ваздухоплови, колосеци возила, нуклеарна и ратна техника), војној индустрији, грађевинарству, прехрамбеној индустрији, индустрији беле технике и друго. Спајају се танки лимови, до највише 6 . Подесно је за процес масовне производње, уз могућност једноставног механизовања и роботизовања.

## Врсте заварених спојева
Жлеб чине обрађени или необрађени, најчешће, рубни делови основног метала, на месту припремљеном за њихово спајање, односно извођење заваривања. Облик и димензије жлеба могу бити различити, а одабир одговарајућег облика жлеба зависи од дебљине материјала који треба заварити, примењеног поступка заваривања, положаја заваривања, врсте и намени споја, и друго. Иако се у пракси сусреће и употребљава више различитих облика жлебова, готово сви жлебови имају неке заједничке елементе.
Припрема жлебова за заваривање може се изводити механичком обрадом или резањем различитим поступцима. Код механичке обраде, припрема рубова изводи се посебним машинама и прикладним алатом, нпр. ножевима, дисковима, маказама и др., који дају тражени облик рубова завариваних делова. У пракси се најчешће користи резање гасним пламеном, а заступљени су, такође и, поступци резања плазматским луком, ласерским снопом, те електролучно резање угљеном или шупљом челичном електродом, уз довођење ваздуха под притиском. Код резања гасним пламеном, примењује се посебан пламеник за резање и одговарајућа мешавина гасова, најчешће кисеоника и ацетилена (или бутана). Само резање и припрема рубова може се изводити ручно или машински.

### Сучељни спој
Сучељни спој настаје заваривањем делова чији се крајеви сучељавају и међусобно затварају угао који може бити између 160º и 200º, а најчешће је 180º. Димензионисање сучељног споја не представља посебан проблем, јер је дебљина тј. димензија шава одређена дебљином основног метала. С великом пажњом морају бити припремљени рубови споја, да би се омогућило добро отапање уз минималне деформације и напрезања у спојевима. Једноставно се проверава и рендгенски снима, а заваривање се може изводити с једне стране или двострано.

### Преклопни спој
Припрема споја преклапањем рубова је једноставна и не захтева посебно тачно подешавање делова који се спајају. Преклопни спој заварен с обе стране може бити подвргнут знатно већим оптерећењима од споја завареног само с једне стране.

### Угаони спој
Угаони спој може бити изведен заваривањем само с једне стране или с обе стране, а представља прикладно решење и за заваривање релативно дебљих делова. Ређење угаоног споја могуће је без скошавања странице руба завариваног елемента, а исто тако с једностраним или двостраним скошењем. Угаони спој с једностраним скошењем обично се користи код спајања лимова дебљине до 12 , када се заваривање изводи само с једне стране, док су угаони спојеви с двостраним скошењем примерени за дебљине до 40 mm, pa i više.

### Крстасти спој
Посебан облик угаоног споја представља крстасти спој, који има све елементе заједничке с једноставним угаоним спојем, а основна му је особина да има један континуирани елемент, док се други прекида и наставља с друге стране споја. Крстасти спој најчешће се користи код већих металних конструкција, нпр. бродова и разних кутијастих конструкција с унутрашњим уздужним и попречним елементима.

### Угаони рубни спој
Угаони рубни спојеви налазе своју примену, најчешће, у склоповима појединих машинских делова, кућишта, кутијастих конструкција, и слично.

### Прирубни спој
Прирубни спојеви првенствено се користе за танке лимове, до највише 4 mm дебљине, те за мање оптерећене спојеве. Код таквог се решења спајања, посебним прирубљивањем лимова, добија укупна ширина поља за полагање завара једнака двострукој дебљини спајаних делова, а то представља знатно олакшање заваривачу при вођењу извора топлоте и контролисању отопине.